# Elijah Ba'al Shem de Chelm
Elijah Ba'al Shem o Elijah Ba'al Shem de Chelm (gobierno de Lublin), (nacido en 1550; fallecido en Chełm, 1583) fue un rabino polaco que sirvió como rabino mayor de Chełm. También estudió cábala, y, según su descendiente Tzvi Ashkenazi, creó un golem. Se le atribuye la creación del primer golem con un "shem" —es decir, utilizando una combinación de letras de uno de los nombres de Dios para formar un nombre; Elías utilizó Séfer Ietzirá,), por lo que se le conoció como Baal Shem. Es el primer rabino de la historia que se conoce con este título.

## Biografía
Elijah nació Eliyahu ben Aharon Yehudah («Elijah hijo de Aarón Judá»). Alrededor de 1565 entró en la yeshivá del rabino Salomón Luria de Lublin, y, después de recibir su ordenación rabínica, se convirtió en rabino de Chełm, un cargo que ocuparía durante el resto de su vida. En 1564, se reunió con otros rabinos prominentes, incluyendo su maestro, para firmar conjuntamente el piske dinim (fallos) que permitía a un agunah volver a casarse.
Su bisnieta, estuvo casada con el rabino Efraín ha-Kohen (1616-1678), autor deSha'ar Efrayim, y abuelo del rabino Tzvi Ashkenazi.

## El Golem de Chełm
Según Jacob Emden, hijo del mencionado Tzvi Ashkenazi, se dice que el Golem creció de tal manera que el rabino temía que pudiera destruir el mundo. Finalmente, el rabino extrajo el Shem de la frente de su Golem, que volvió a convertirse en polvo, pero el Golem arañó la cara de su amo en el proceso. Un manuscrito anónimo de 1630 —la primera leyenda escrita conocida de una figura contemporánea que crea un golem— cuenta que el golem siguió creciendo y que el rabino tuvo que destruirlo borrando la letra hebrea álef, primera letra de la palabra emet (verdad)(אמת) y haciéndolo así cumplir (muerto)(מת).
Aunque Emden solamente menciona un rasguño en la cara del rabino, una versión diferente de la leyenda dice que mientras intentaba quitar el nombre vivificante de Dios en un intento de destruir la bestia furiosa, el rabino Elías fue aplastado hasta la muerte bajo el peso del Golem mientras caía en pedazos.
Los nietos de Elías, Tzvi Ashkenazi y su hijo Jacob Emden, fueron ambos grandes halajistas. Discutieron el estatus legal del golem: ¿podría el golem contarse en un minyán, el quórum de diez hombres requerido para la oración?.  La forma humana y un mínimo de comprensión no eran suficientes para hacer algo humano.
La historia sobre la creación del Golem por parte de Elías fue relatada en el libro Israel der Gotteskampfer der Baalschem von Chełm und sein Golem ("Israel el luchador de Dios de Baalshem de Chełm y su Golem") escrito por Chayim Block y publicado en 1920.

### El ático de la Sinagoga Vieja
Según el capítulo «Jewish Life and Work in Chełm» del  Commemoration Book of Chełm  (Polonia) ( Yisker-bukh Chełm):
"A nadie se le permitía entrar en el ático de la Sinagoga Vieja. Nadie sabía dónde se podía encontrar la llave del ático. Una persona le susurró a otra el secreto de que en el ático yacía el golem del famoso rabino Elijah Ba'al Shem.
Se dijo que Elijah Ba'al Shem creó a partir de arcilla un golem que se paraba en los días de mercado con un hacha en la mano, y tan pronto como veía que un campesino iba a golpear a un judío, el golem mataba al campesino.
Una semana entera el golem sirvió al rabino, la esposa del rabino, y él realizó el trabajo manual en el Beit Hamidrash [una casa de estudio judía donde se realiza el estudio de la Torá].
Cuando el terrateniente local se enteró del poder del golem, el Ba'al Shem llevó al golem al ático, le quitó el nombre inefable de Dios y convirtió al golem en un montón de arcilla. El Ba'al Shem cerró la puerta, se llevó la llave y, desde entonces, el ático permaneció cerrado con llave".

## Los judíos alemanes de Jerusalén y las Cruzadas
Según el rabino Elías, los judíos alemanes vivieron en Jerusalén durante el siglo XI. Se cuenta que un judío palestino de habla alemana salvó la vida de un joven alemán de apellido Dolberger. Así que cuando los caballeros de la Primera Cruzada vinieron a asediar Jerusalén, uno de los miembros de la familia de Dolberger que estaba entre ellos rescató a judíos en Palestina y los llevó de vuelta a Worms (Alemania), para devolverles el favor. Otra evidencia de las comunidades alemanas en la ciudad santa viene en forma de preguntas halájicas enviadas desde Alemania a Jerusalén durante la segunda mitad del siglo XI.

## Funeral
Según la leyenda popular, la grandeza de Elías fue presenciada de manera dramática poco después de su muerte. Se decía que durante su época, el único camino al cementerio judío pasaba por una iglesia rusa. Cada vez que pasaba una procesión funeraria judía, los cristianos tiraban piedras. Elías lo sabía y pidió en su testamento que nadie se moviera o huyera si los cristianos hacían lo mismo después de su muerte.
Los deseos de Elías se cumplieron después de su muerte. Cuando la procesión se acercó a la iglesia, los gentiles comenzaron su ritual de arrojar al ataúd y a los judíos piedras, Elías se sentó milagrosamente y, después de mirar el pergamino de la Torá que estaba en el ataúd [para ser enterrado con él], la iglesia se hundió junto con los alteradores. El rabino se recostó y se puso rígido como un cadáver otra vez. Los judíos se miraron asombrados y la procesión fúnebre continuó. Desde ese momento, se dijo que  ya no se tiraban piedras durante los funerales judíos.
Años más tarde, los alumnos de la Kheder —escuela elemental judía— y de un profesor llamado Leib Paks afirmaron que en el sótano, al saltar sobre las tablas del suelo, se oía el sonido sordo de una campana. Esto llevó a los niños a creer que era el mismo lugar donde la iglesia se había hundido.

## Sepultura
Dentro del cementerio Chełm, había una tumba sin lápida que estaba cubierta de ladrillos dispuestos en forma de la letra hebrea Bet. Se creía que este era el último lugar de enterramiento del rabino Elías. La leyenda dice que un ángel aparecería en el aniversario de su muerte y grabaría una carta en cierto ladrillo. Debido a esto, todo el mundo tenía miedo de tocar los ladrillos.